# Złotopolice
Złotopolice – wieś sołecka w Polsce położona w województwie mazowieckim, w powiecie płońskim, w gminie Załuski. 
W latach 1975–1998 miejscowość administracyjnie należała do województwa ciechanowskiego. 
Wieś położona jest nad rzeką Strugą w okolicy kompleksu leśnego.
We wsi umiejscowiono akcję polskiego serialu Złotopolscy.

## Historia
W 2023 roku w Złotopolicach w ramach projektu Zawołani po imieniu uroczyście odsłonięto tablicę upamiętniającą Ignacego Ambroziaka, Stanisławę Trzcińską, Stefana Trzcińskiego oraz Władysława Muchowskiego, którzy w 1943 roku zostali straceni przez Niemców za pomaganie Żydom. W wydarzeniu uczestniczyli między innymi: dyrektor Instytutu Pileckiego Magdalena Gawin, naczelny rabin Polski Michael Schudrich, przedstawiciele władz miejscowych samorządowych oraz potomkowie zamordowanych. List do uczestników uroczystości skierował prezydent RP Andrzej Duda.